# Mpourniás
Mpourniás (Mpournias) är en ort i Grekland.   Den ligger i prefekturen Messenien och regionen Peloponnesos, i den södra delen av landet, 180 km sydväst om huvudstaden Aten. Mpourniás ligger 70 meter över havet och antalet invånare är 127.
Terrängen runt Mpourniás är varierad. Havet är nära Mpourniás söderut. Runt Mpourniás är det glesbefolkat, med 12 invånare per kvadratkilometer. Närmaste större samhälle är Kalamata, 2,1 km öster om Mpourniás. 